# Marin Mustață
Marin Mustață (Bucarest, 3 marzo 1954 – agosto 2007) è stato uno schermidore rumeno, specialista della sciabola, vincitore di due medaglie di bronzo nella scherma ai Giochi olimpici.